# 金鷹拳
金鷹拳，全名五爪金鷹拳，為振興社傳承主要拳種。此拳相傳為岳飛訓練士兵的拳法，最早在福建一帶廣為流傳，爾後先民來台開墾，遂將此拳傳入台灣，並在地生根數百年，為西螺七崁武術之一。
清朝晚期，清廷在台灣已失去維護治安的能力，盜賊四起，並四處搶奪財物。西螺居民為了保衛身家財產，並不受歹人之害。於是將西螺二十五個村庄組織為七個區域的自衛組織，並請來拳師來傳授武功，七崁之間守望相助，達到區域聯防自保之目的。而金鷹拳便是在這個背景下逐漸在台紮根，當時的西螺一到夜晚，銅鑼一敲，家有壯丁者都須出來練拳，儘管白天耕作辛勤。

## 特色
相傳宋朝有一位將軍用一種拳法訓練將士讓他們短時間內就能夠上場殺敵，此將率領的軍隊攻無不克、戰無不勝，殺的侵犯的金兵聞風喪膽，此將即是赫赫有名的抗金名岳武穆，我們都稱他叫岳飛，據說它有留下一本兵書稱為「武穆遺書」，明末姬隆風得此書後依照武穆遺書中記載的內容創造出「形意拳法」，而另有一脈關於岳飛傳拳的傳說即是台灣西螺當地的「金鷹拳法」，西螺此地傳拳都以師傅口傳心授，沒有任何的文字記載，也沒有任何拳譜的流傳，傳拳的師傅們都跟徒兒說：「我們的拳就是觀世音菩薩旁邊那隻大鵬金翼鳥下凡來傳的，那隻大鵬金翼鳥就是岳飛。」雖然無任何文獻能實證西螺的師傅們所說的真實性，不過形意拳譜上所記載下來的拳理拳法，完全與老師傅們口傳心授的金鷹拳不謀而合，唯一的差別在於形意拳打法直進直入，金鷹拳則是側閃斜打。
金鷹拳拳勁剛猛，把把不離鷹爪，多用擒拿、指戳等，拳掌爪並用；其手法特色大多來自於白鶴拳，常見的防禦手法有揉、插、掀、鏡、削，腳法也只有直踢、側踢、撩腳等，故屬於經典的南派拳法。動作快慢有序，環環相扣，招招逼人。拳勁強調勁出末梢，步法多用正身一樤馬與側身三角馬，步法轉換要求進退流利，步法穩定，消閃敏捷，並善用後躍避開對方攻擊。身法強調側身閃躲，柔化以避其剛，上下相連，內外合一，剛柔相濟，以達到"落地生根，借地力，震身軟肢"。
為與凶殘土匪性命相博，不是敵死就是我亡，故金鷹拳裡毫無多餘的花招，攻擊力特強，出招便是要敵人重殘，甚至取敵小命。故自古傳授金鷹拳之師傅皆告誡徒弟們非到生死關頭不得任意出手。

## 套路
金鷹拳套路分為"揲內"與"揲外"，"揲內"為基本套路，"揲外"為進階套路。揲內又分"揲頭"與"揲尾"，手字旁的揲，代表的是"進手、進足、須進身、手脚齊到法為眞"。意思是藉由步法的移動，躲避敵人攻擊並帶動攻擊，避實擊虛，步法、身法與手法結合為一。揲在台語中也有著修理人的意思，而揲內套路中的揲頭與揲尾，便是"從頭揲到尾(台語)"也就是把人從頭修理到尾。
- 拳母：拳母、倒退、三角、四門。
- 揲內：一揲頭、一揲尾、二揲頭、二揲尾、三揲頭、三揲尾、四揲頭、四揲尾、五揲頭、五揲尾、六揲頭、六揲尾、七揲頭、七揲尾。
- 揲外：直路、落馬、剪馬、走馬、逃馬、二龍、展翼、踏蓮、座蓮、採柳、飛足、獨座、過肢、走馬三角、八寶朝堂、太子過金橋、花拳三套、太祖拳三套、猴拳三套、觀音拳等。

另有雙刀、鐵尺、雙鐧、雙梗、鉤鐮、矛、鎗、戟、釵、鈀、木棍、大刀、斬馬刀等兵器套路。

## 延伸阅读
1. 程世寶，2006，(拳道-台灣武術)，雲林縣台灣武術Gung Fu文化協會網站，取自
2. 蕭先見，2007，(西螺七崁武術金鷹拳 - 蹀仔拳)，(西螺七崁武術金鷹拳 - 殺土匪之實戰武術)，台灣社區通-台灣武術Gung Fu文化協會，取自[永久]
3. 林四謀，2003，《振興社五爪金鷹拳譜》，雲林：廣興里振興宮。
4. 廖丑，1998，西螺七嵌與台灣開拓史，台北：前衛。